# 田中稔一
田中 稔一（たなか としかず、1945年2月7日 - ）は、日本の実業家。三井化学代表取締役社長や、日本肥料アンモニア協会会長、日本知的財産協会会長などを務めた。

## 人物・経歴
福岡県出身。1968年九州大学経済学部卒業、東洋高圧工業（現三井化学）入社。1999年取締役基礎化学品事業本部フェノール事業部長に昇格。2003年常務取締役基礎化学品事業グループ 副事業グループ長。2004年常務取締役基礎化学品事業グループ長。2005年代表取締役副社長。
2009年から三井化学代表取締役社長を務め、高収益体質への改善を進め、V字回復を実現した。2014年会長ポストを廃止して相談役に退いた。2015年日本知的財産協会会長、三井E&Sホールディングス取締役。日本肥料アンモニア協会会長等も歴任した。
2023年4月旭日重光章受章。